# Гайншпіц
Гайншпіц (нім. Hainspitz) — громада в Німеччині, розташована в землі Тюрингія. Входить до складу району Заале-Гольцланд.
Площа — 5,28 км2. Населення становить 654 ос. (станом на 31 грудня 2021).

## Географія
Гайншпіц розташований у східній частині району Заале-Гольцланд приблизно за 5 км на захід від районного центру Айзенберг. Село поділяється на частини: Кірхдорф, Зеедорф та Норддорф/промислова зона. Землі громади знаходяться біля витоку річки Ветау. Через село проходить федеральна дорога B7, яка з’єднує Рохліц у Саксонії з Дюссельдорфом у Північному Рейні-Вестфалії. Завдяки дорозі B7 Гайншпіц має зручний зв’язок із найближчою федеральною автомагістраллю A9 (виїзд Айзенберг/Тюрингія). За дев’ять кілометрів на південь від села розташований транспортний вузол Гермсдорфер Кройц, де перетинаються автомагістралі A4 і A9. На південний схід від Гайншпіца знаходиться 125-гектарна природна лісова ділянка, що належить вільній землі Тюрингія. Тут, зокрема, досліджується, як ліси розвиваються без втручання людини.

## Галерея

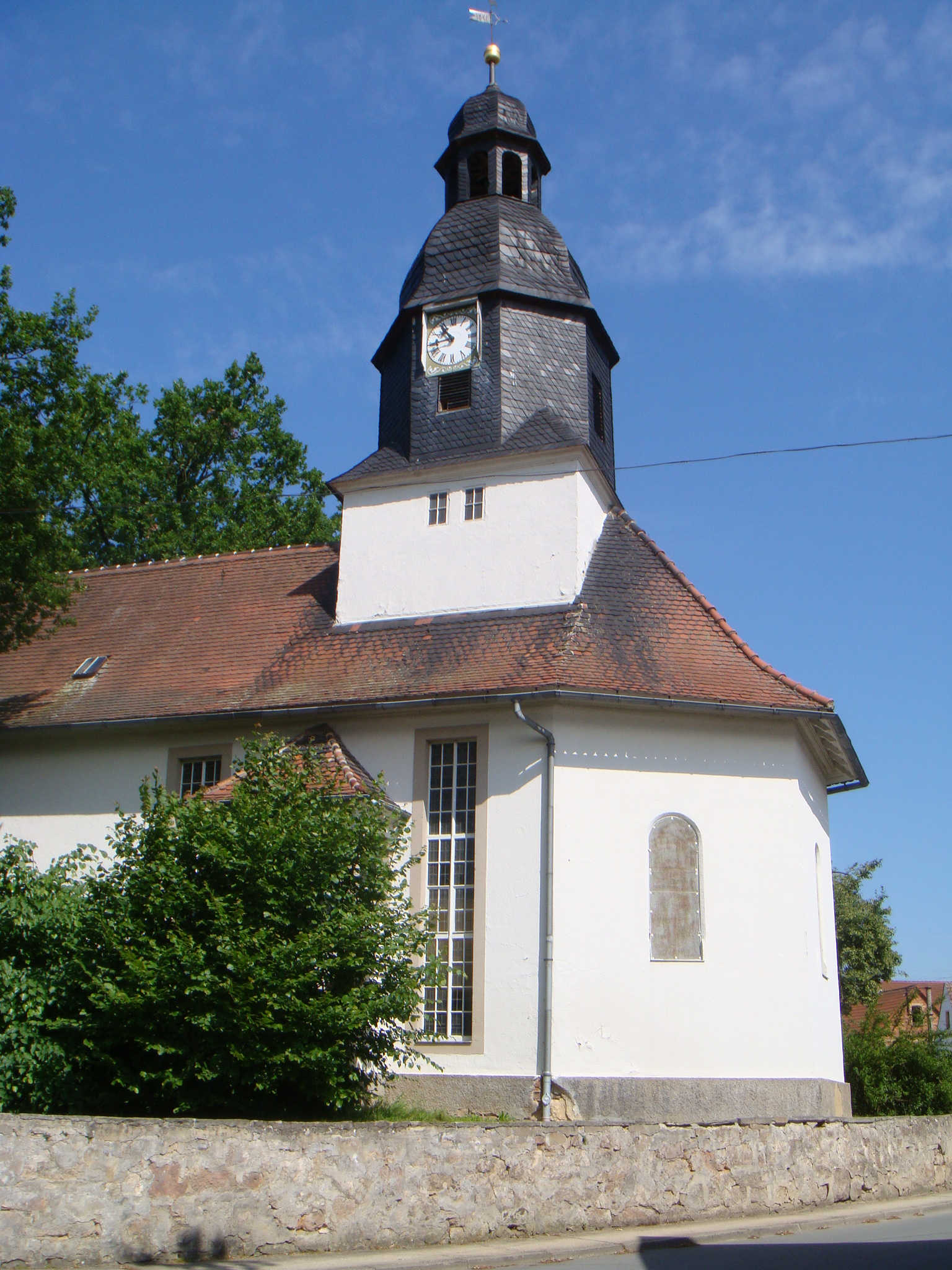
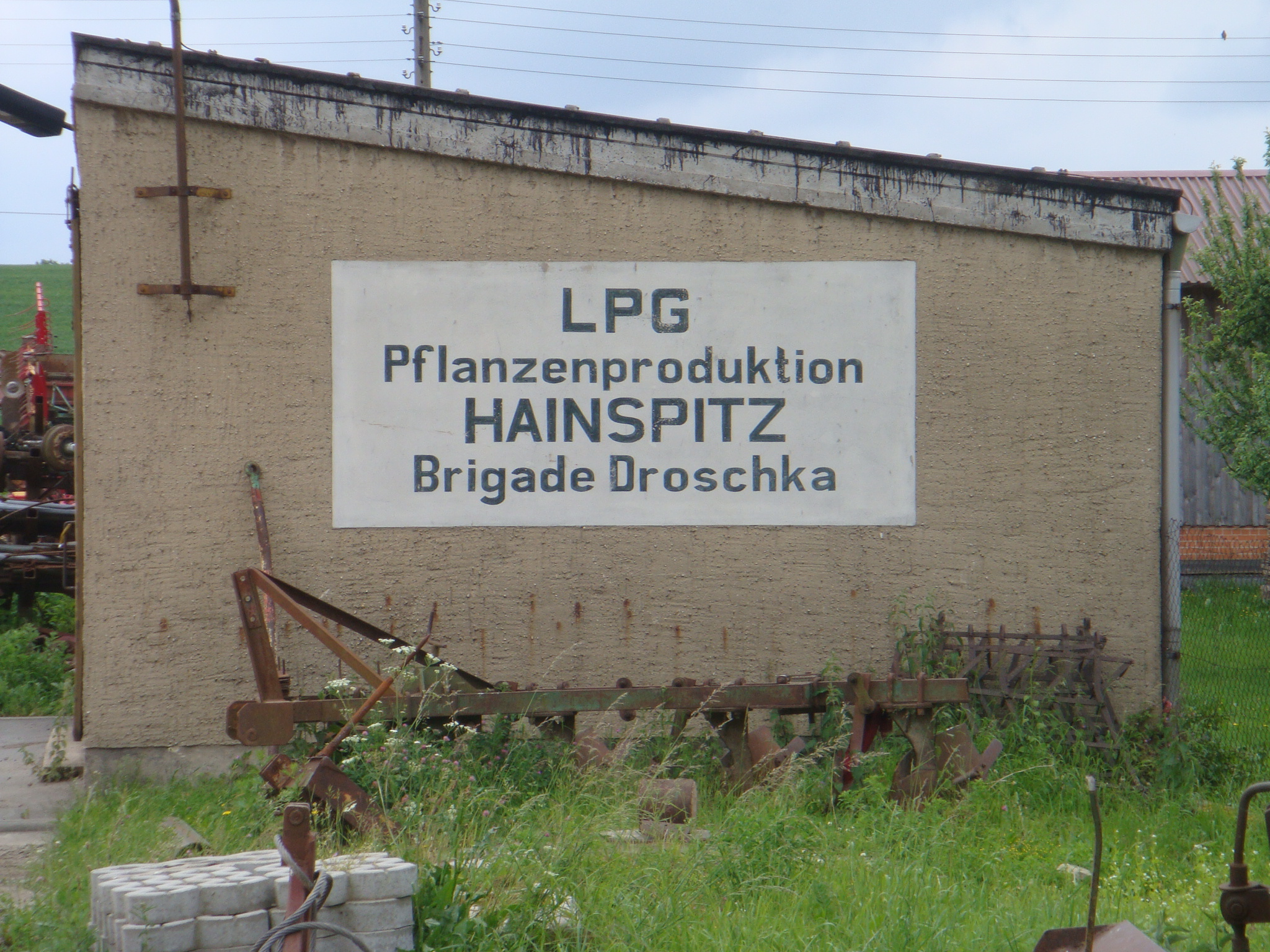